# Grazia (Vorname)
Grazia ist ein in Italien gebräuchlicher weiblicher Vorname, abgeleitet von dem lateinischen Wort gratia, das übersetzt werden kann mit Dankbarkeit, Beliebtheit oder Liebenswürdigkeit. Häufig ist auch das Diminutiv Graziella. Die englische Variante ist Grace, eine weitere Gracia.

## Bekannte Namensträger

### Gracia
- Gracia Baur (* 1982), deutsche Popsängerin
- Gracia Burnham (* 1959), US-amerikanische Missionarin auf den Philippinen
- Gracia-Maria Kaus (* 1947), deutsche Schauspielerin
- Gracia Montes (1936–2022), spanische Sängerin
- Gracia Nasi (1510–1569), jüdisch-sephardische Frau der Renaissance
- Gracia Patricia (1929–1982), vormals Grace Kelly, Schauspielerin und Fürstin von Monaco
- Gracia von Alcira († um 1180) in Alzira, Spanien, Nonne und Märtyrerin

### Grazia
- Grazia Barbiero (* 1951), Südtiroler Politikerin
- Grazia Deledda (1871–1936), italienische Schriftstellerin
- Grazia Di Fresco (* 1979), deutsche Sängerin italienischer Abstammung
- Grazia Di Marzà (1922–1993), italienische Schauspielerin
- Grazia Di Michele (* 1955), italienische Cantautrice
- Grazia Pierantoni-Mancini (1842/43–1915), italienische Schriftstellerin
- Grazia Salvatori (* 1941), italienische Komponistin und Organistin
- Grazia Toderi (* 1963), italienische Videokünstlerin
- Grazia Varisco (* 1937), italienische Künstlerin und Hochschullehrerin
- Grazia Vittadini (* 1970), italienische Managerin und Chefingenieurin bei Airbus
- Grazia Zafferani (* 1972), san-marinesische Politikerin

Zweitname
- Maria Grazia Buccella (* 1940), italienische Schauspielerin
- Maria Grazia Chiuri (* 1964), italienische Modedesignerin
- Maria Grazia Cucinotta (* 1968), italienische Schauspielerin, Filmproduzentin und Filmregisseurin
- Maria Grazia Marchelli (1932–2006), italienische Skirennläuferin
- Maria Grazia Spina (1936–2025), italienische Schauspielerin

### Graciela
- Graciela Acosta (* 1963), uruguayische Leichtathletin
- Graciela Alperyn (* 1955), argentinisch-deutsche Opern-, Konzert- und Liedersängerin (Mezzosopran)
- Graciela Aranis (1908–1996), chilenische Malerin
- Graciela Borges (* 1941), argentinische Theater- und Filmschauspielerin
- Graciela Carnevale (* 1942), argentinische Konzeptkünstlerin
- Graciela Chichilnisky (* 1944), argentinisch-US-amerikanische Mathematikerin und Wirtschaftswissenschaftlerin
- Graciela Fernández Meijide (* 1931), argentinische Menschenrechtlerin und ehemalige Politikerin der Frente País Solidario
- Graciela Grillo Pérez (1915–2010), afro-kubanische Sängerin des Latin Jazz
- Graciela Iturbide (* 1942), mexikanische Fotografin
- Graciela Muslera (* 1963), uruguayische Politikerin
- Graciela Naranjo (1916–2011), venezolanische Sängerin und Schauspielerin
- Graciela Paraskevaídis (1940–2017), argentinisch-uruguayische Komponistin und Musikwissenschaftlerin
- Graciela Pomponio (1926–2007), argentinische Gitarristin
- Graciela Quan (1911–1999), guatemaltekische Anwältin, Frauenrechtlerin und Aktivistin
- Graciela Rodo Boulanger (* 1935), bolivianische Malerin
- Graciela Silvestri (* 1954), argentinische Architektin sowie Professorin für Geschichte und Kritik der Architektur

Zweitname
- María Graciela Mendoza (* 1963), mexikanische Geherin

### Graziela / Graziella
- Graziela Barroso (1912–2003), brasilianische Botanikerin und Hochschullehrerin
- Graziella Contratto (* 1966), Schweizer Dirigentin und Musikpädagogin
- Graziella De Santis (* 1976), deutsche Schauspielerin italienischer Abstammung
- Graziella Drößler (1953–2023), deutsche Malerin
- Graziella Granata (* 1941), italienische Schauspielerin
- Graziella Hlawaty (1929–2012), österreichische Schriftstellerin
- Graziella Marok-Wachter (* 1965), liechtensteinische Politikerin (VU)
- Graziela Paulino dos Santos (* etwa 1996), ist eine brasilianische Bogenschützin
- Graziella Pellegrini (* 1961), italienische Forscherin und Vertreterin einer translationalen Medizin
- Graziella De Santis (* 1976), deutsche Schauspielerin
- Graziella Schazad (* 1983), deutsche Singer-Songwriterin
- Graziella Sciutti (1927–2001), italienische Opernsängerin

Pseudonym
- Thea Graziella (1881–1942), deutsche Schriftstellerin